# Nothing Has Changed
Nothing Has Changed é uma coletânea do cantor britânico de rock David Bowie, lançada em novembro de 2014.
O disco comemora os cinquenta anos de carreira do artista, trazendo canções de todos os álbuns do artista, incluindo inéditas nunca lançadas. Além disso, o músico lançou o single "Sue (Or in a Season of Crime)", um jazz obscuro de oito minutos de duração. O título do álbum vem da música "Sunday", do álbum Heathen.

## Faixas
Todas as canções escritas por David Bowie, exceto onde anotado

### 3-CD Deluxe Edition
CD 1
1. "Sue (Or in a Season of Crime)" (Bob Bhamra, Bowie, Maria Schneider, Paul Bateman) – com a Maria Schneider Orchestra (7:23)
2. "Where Are We Now?" (4:09)
3. "Love Is Lost" (Hello Steve Reich Mix by James Murphy for the DFA Records – Edit) (4:07)
4. "The Stars (Are Out Tonight)" (3:57)
5. "New Killer Star" (radio edit) (3:42)
6. "Everyone Says 'Hi'" (edit) (3:29)
7. "Slow Burn" (radio edit) (3:55)
8. "Let Me Sleep Beside You" (3:12)
9. "Your Turn to Drive" (4:54)
10. "Shadow Man" (4:44)
11. "Seven" (Marius de Vries mix) (Bowie, Reeves Gabrels) (4:12)
12. "Survive" (Marius de Vries mix) (Bowie, Gabrels) (4:17)
13. "Thursday's Child" (radio edit) (Bowie, Gabrels) (4:26)
14. "I'm Afraid of Americans" (V1) (radio edit) (Bowie, Brian Eno) (4:26)
15. "Little Wonder" (versão single) (Bowie, Gabrels, Mark Plati) (3:42)
16. "Hallo Spaceboy" (Pet Shop Boys remix) (Bowie, Eno) – com Pet Shop Boys (4:25)
17. "The Hearts Filthy Lesson" (radio edit) (Bowie, Eno, Gabrels, Mike Garson, Erdal Kizilcay, Sterling Campbell) (3:32)
18. "Strangers When We Meet " (single) (4:18)

CD 2
1. "The Buddha of Suburbia" (4:24)
2. "Jump They Say" (radio edit) (3:53)
3. "Time Will Crawl" (MM remix) (4:17)
4. "Absolute Beginners" (versão single) (5:35)
5. "Dancing in the Street" (Marvin Gaye, William "Mickey" Stevenson, Ivy Jo Hunter) – com Mick Jagger dos The Rolling Stones (3:10)
6. "Loving the Alien" (single remix) (4:43)
7. "This Is Not America (Bowie, Lyle Mays, Pat Metheny) – com Pat Metheny Group (3:51)
8. "Blue Jean" (3:11)
9. "Modern Love" (versão single) (3:56)
10. "China Girl" (versão single) (Bowie, Jim Osterburg (a.k.a. Iggy Pop) (4:15)
11. "Let's Dance" (versão single) (4:08)
12. "Fashion" (versão single) (3:26)
13. "Scary Monsters (and Super Creeps)" (versão single) (3:32)
14. "Ashes to Ashes" (versão single) (3:35)
15. "Under Pressure" (Bowie, John Deacon, Brian May, Freddie Mercury, Roger Meddows-Taylor) – com Queen (4:08)
16. "Boys Keep Swinging" (Bowie, Eno) (3:17)
17. ""Heroes"" (versão single) (Bowie, Eno) (3:33)
18. "Sound and Vision" (3:03)
19. "Golden Years" (versão single) (3:27)
20. "Wild Is the Wind" (2010 Harry Maslin Mix) (Dimitri Tiomkin, Ned Washington) (6:04)

CD 3
1. "Fame" (Bowie, John Lennon, Carlos Alomar) (4:16)
2. "Young Americans" (2007 Tony Visconti mix of U.S. single edit) (3:13)
3. "Diamond Dogs" (5:50)
4. "Rebel Rebel" (4:30)
5. "Sorrow" (Bob Feldman, Jerry Goldstein, Richard Gottehrer) (2:53)
6. "Drive-In Saturday" (4:30)
7. "All the Young Dudes" (stereo mix) (3:08)
8. "The Jean Genie" (original single mix) (4:05)
9. "Moonage Daydream" (4:39)
10. "Ziggy Stardust" (3:12)
11. "Starman" (original single mix) (4:12)
12. "Life On Mars?" (2003 Ken Scott mix) (3:49)
13. "Oh! You Pretty Things" (3:12)
14. "Changes" (3:35)
15. "The Man Who Sold the World" (3:57)
16. "Space Oddity" (5:14)
17. "In the Heat of the Morning" (2:57)
18. "Silly Boy Blue" (3:54)
19. "Can't Help Thinking About Me" (lançado pelo nome artístico "David Bowie and The Lower Third") (2:43)
20. "You've Got a Habit of Leaving" (Davy Jones (lançado pelo nome artístico "Davy Jones and The Lower Third) (2:28)
21. "Liza Jane" (lançado pelo nome artístico "Davie Jones and The King Bees") (Leslie Conn) (2:16)